# قرار مجلس الأمن التابع للأمم المتحدة رقم 1617
قرار مجلس الأمن التابع للأمم المتحد رقم 1617، المتخذ بالإجماع في 29 تموز / يوليو 2005، بعد التذكير بالقرارات 1267 (1999)، 1333 (2000)، 1363 (2001)، 1373 (2001)، 1390 (2001)، 1452 (2002)، 1455 (2003)، 1526 (2004) و1566 (2004) بشأن الإرهاب، جدد المجلس العقوبات ضد القاعدة وطالبان وأسامة بن لادن والأفراد والجماعات المرتبطين بهم لمدة سبعة عشر شهرًا أخرى.
حدد القرار، الذي صاغته الولايات المتحدة،  شروط الارتباط بالقاعدة وطالبان وأسامة بن لادن.

## القرار
وفي ديباجة القرار، قرر المجلس أن الإرهاب يشكل تهديدا خطيرا للسلم والأمن الدوليين. وأدان تنظيم القاعدة والجماعات الأخرى المرتبطة بهجماته الإرهابية المستمرة وجدد إدانته الشاملة لجميع الأعمال الإرهابية. كان هناك قلق بشأن استخدام وسائل الإعلام - بما في ذلك الإنترنت - من قبل الجماعات للتحريض على العنف ونشر الدعاية.
وحث المجلس جميع الدول على تنفيذ القرار 1373 وأكد على ضرورة مكافحة الإرهاب. وشدد على أهمية إدراج الأفراد والكيانات الخاضعة لطبيعة القاعدة. كانت منظمة الطيران المدني الدولي تمنع توفير وثائق السفر للإرهابيين، وشجع المجلس الدول على العمل مع الإنتربول. علاوة على ذلك، كان هناك قلق من استخدام أنظمة الدفاع الجوي المحمولة من قبل القاعدة والطالبان وأسامة بن لادن والجماعات المرتبطة بها.
وحث المجلس، بموجب الفصل السابع من ميثاق الأمم المتحدة، الدول على مواصلة العقوبات ضد القاعدة وطالبان وأسامة بن لادن والجماعات المرتبطة به. وشملت العقوبات تجميد الأصول وحظر السفر ومنع بيع الأسلحة. كما حددت طبيعة الكيانات التي «ترتبط» بالقاعدة وطالبان وأسامة بن لادن.
ثم تناول القرار دور لجنة الجزاءات المفروضة على القاعدة وطالبان في التعامل مع الإرهابيين المشتبه بهم والجماعات. وتضمنت الإجراءات قائمة مرجعية من أجل أن تفي الدول بالتزاماتها تجاه اللجنة، والدول التي ترسل الأسماء إلى القائمة لاستخدام «بيان الحالة» الذي يصف الأسباب الكامنة وراء الطلب.
وأدرجت في مرفق القرار مهام فريق الرصد الذي مُددت ولايته 17 شهرا.